# Mięsień skośny dolny

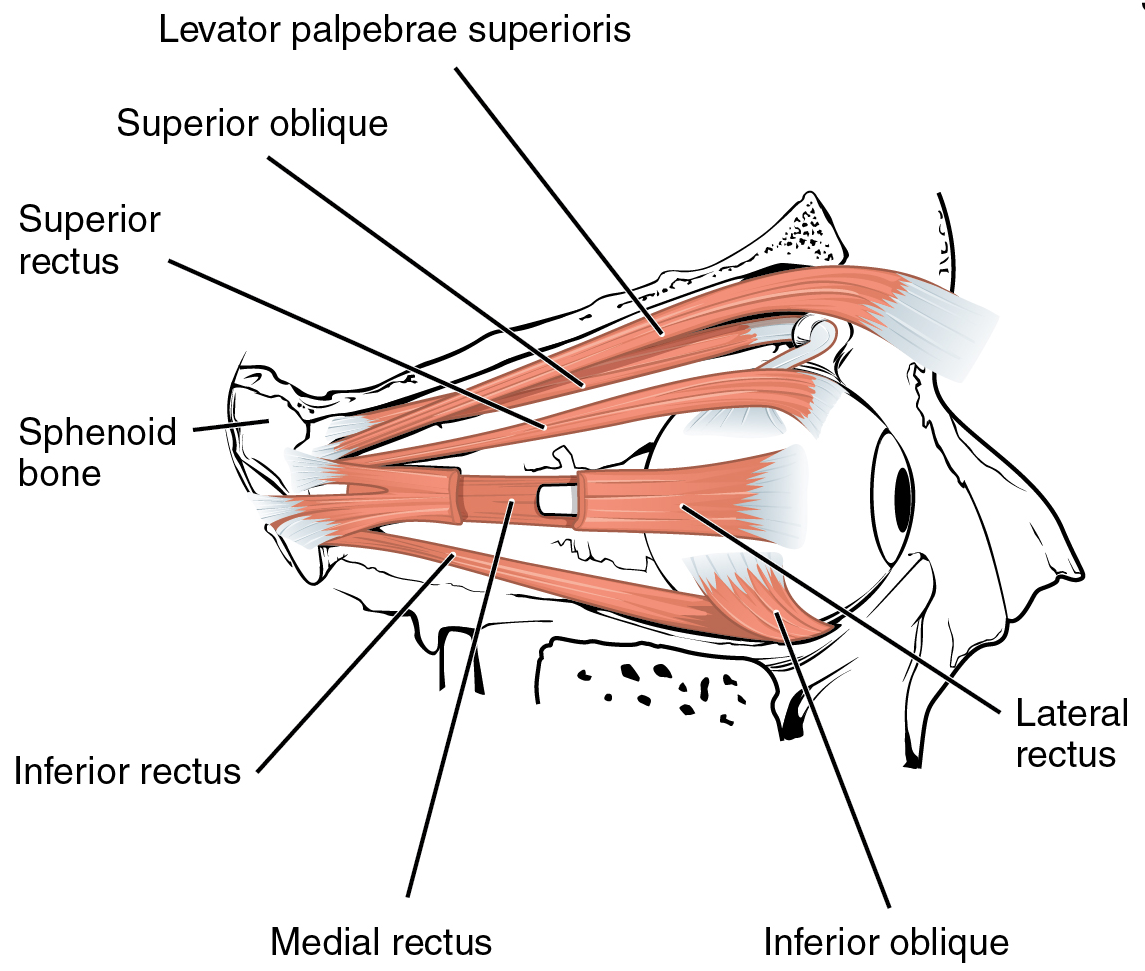
Mięśnie otaczające gałkę oczną (prawe oko). Mięsień skośny dolny podpisany Inferior oblique.

Mięsień skośny dolny (łac. musculus obliquus inferior) – w anatomii człowieka jeden z mięśni zewnętrznych gałki ocznej. Jako jedyny z mięśni poruszających gałką oczną nie zaczyna się w pierścieniu ścięgnistym wspólnym ani w jego okolicy, ale na ścianie przyśrodkowej oczodołu tuż za jego brzegiem przy dolnej części grzebienia łzowego tylnego. Biegnie między dnem oczodołu a mięśniem prostym dolnym w kierunku tylnym i bocznym, a następnie przyczepia się skośnie do twardówki za równikiem gałki ocznej, w jej dolno-bocznej ćwiartce.
Mięsień skośny dolny unerwiony jest przez gałąź dolną nerwu okoruchowego, a unaczyniony przez gałęzie mięśniowe tętnicy ocznej.
Unosi gałkę oczną, odwodzi ją i obraca na zewnątrz.